# Џанкшон Сити (Охајо)
Џанкшон Сити (енгл. Junction City) град је у америчкој савезној држави Охајо.

## Демографија
По попису из 2010. године број становника је 819, што је 1 (0,1%) становника више него 2000. године.
| Група             | 2000.       | 2010.       |
| Белци             | 806 (98,5%) | 793 (96,8%) |
| Афроамериканци    | 0 (0,0%)    | 2 (0,2%)    |
| Азијати           | 0 (0,0%)    | 1 (0,1%)    |
| Хиспаноамериканци | 5 (0,6%)    | 8 (1,0%)    |
| Укупно            | 818         | 819         |